# Подгорье (Минский район)
Подго́рье (бел. Падго́р’е) — деревня в Ждановичском сельсовете, в 7 км на запад от Минска, на р. Ратомка (впадает в Заславское водохранилище).

## История
В 1858 — деревня, 5 душ муж.пола, собственность Роскудевского, в Минском уезде.
С февраля по декабрь 1918 оккупирована войсками кайзеровской Германии. Во время польско-советской войны с июля 1919 по июль 1920, а также в середине октября 1920 — войсками Польши. С 1919 в составе БССР. С 20 августа 1924 деревня в составе Старосельского сельсовета Заславского района Минской округи (до 26 июля 1930). С 20 февраля 1938 — в Минской области. В 1941 в деревне было 20 дворов, 128 жителей. В ВОВ с конца июня 1941 до начала июля 1944 оккупирована немецко-нацистскими войсками, погибли 4 жителя. Оккупанты сожгли 2 двора. С 8 августа 1959 — в Минском районе. С 20 февраля 1974 — в составе Хатежинского сельсовета, а с 1980 — в составе Ждановичского сельсовета.
В 1997 было 16 хозяйств, 29 жителей. В 2010 было 20 хозяйств, 27 жителей.